# なごやん

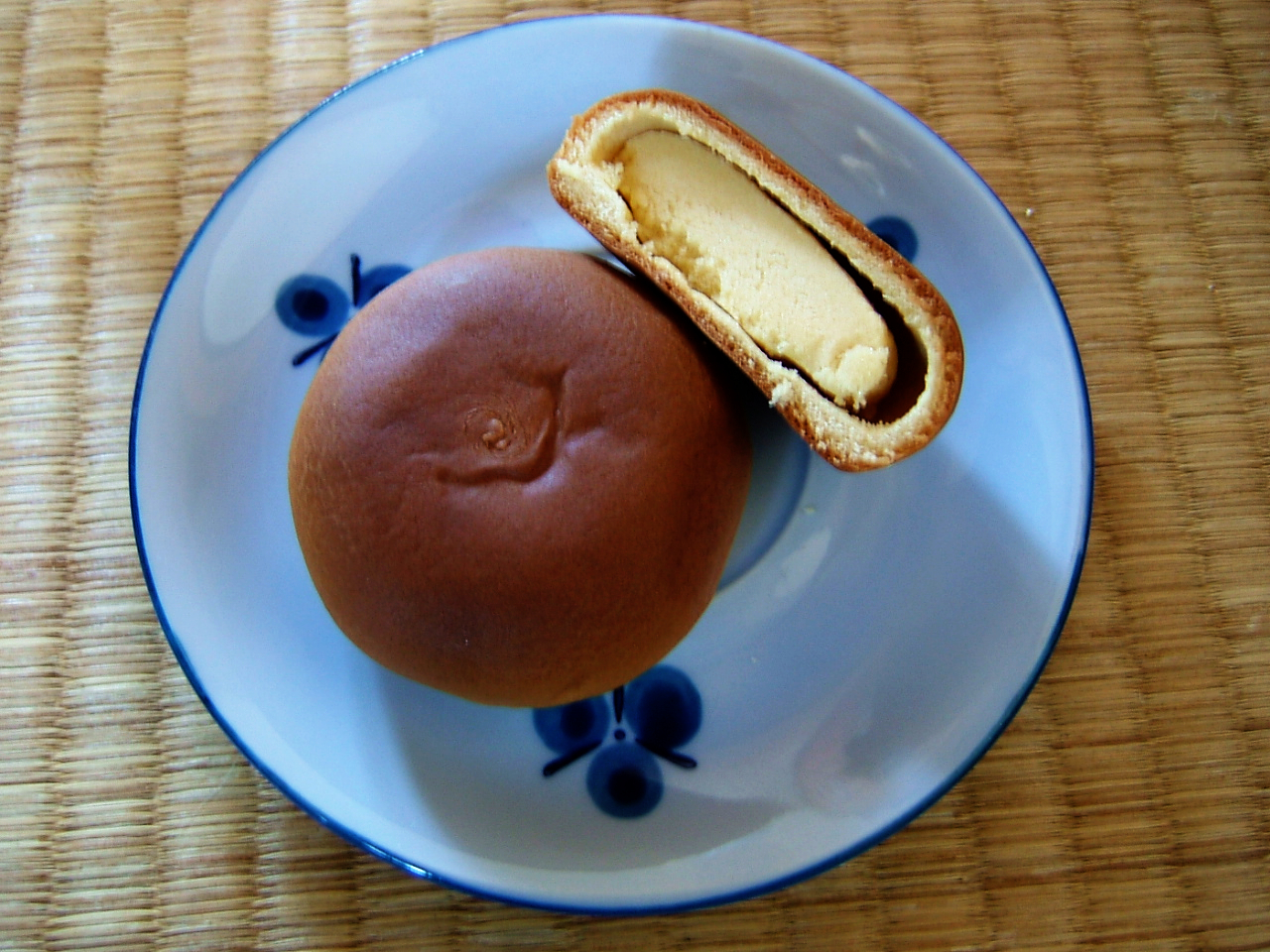
なごやん

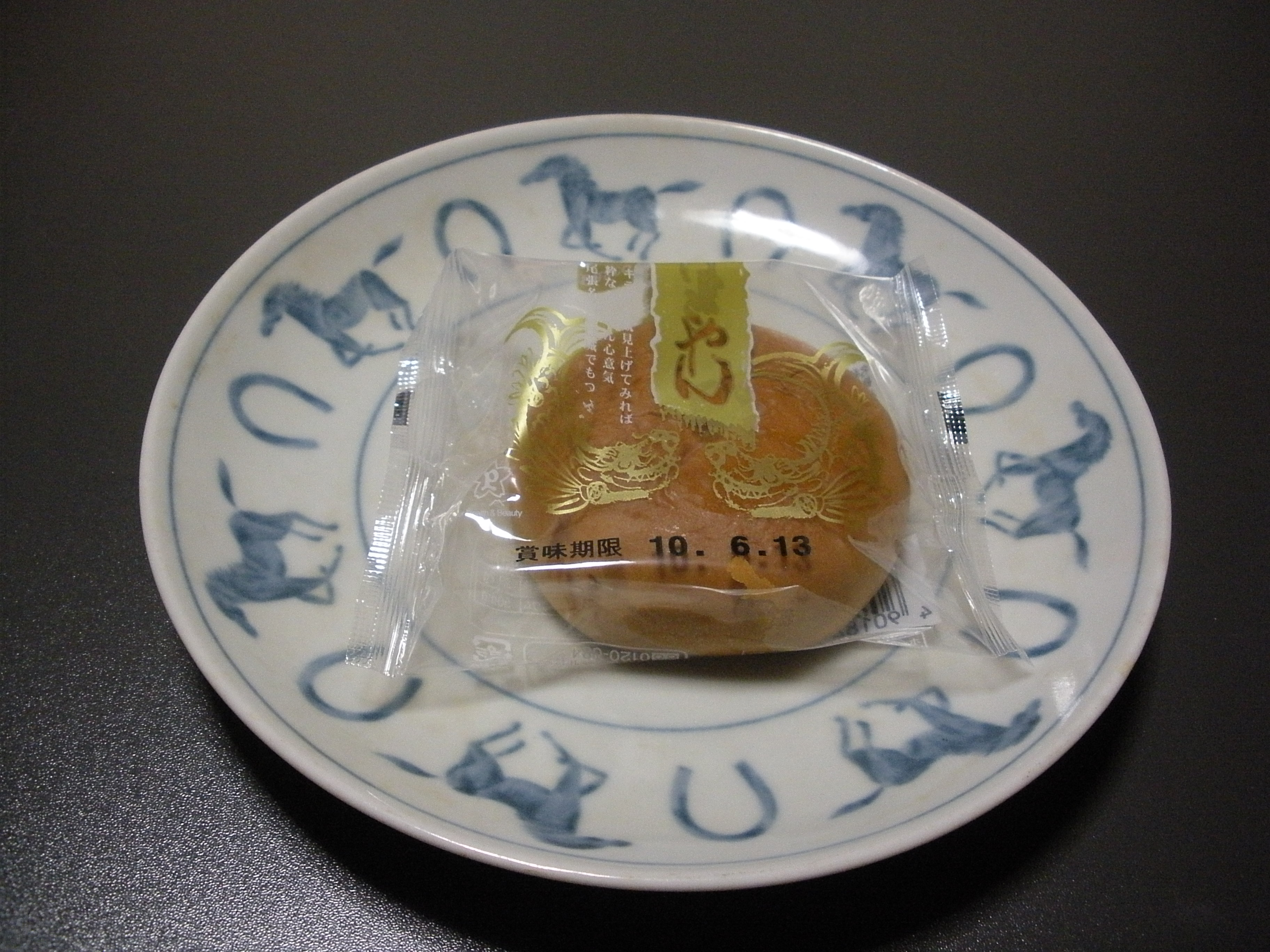
包装された状態のなごやん

なごやんとは、敷島製パン株式会社が製造・販売している黄身餡を素朴な味の皮で包んだ饅頭である。

## 概要
「名古屋の銘菓」を銘打ち、名古屋市の観光土産として、1957年（昭和32年）から販売されている。最初は「金鯱まんじゅう」（きんしゃちまんじゅう）という名前だったが、発売翌年の1958年（昭和33年）に「なごやん」と名称が変更された。
当初、餡と皮は一体成型されているが乾燥が進むと餡と皮が分離し、手で振ると皮の中で餡がころころ動く感触がある。いわゆる「カステラ饅頭（カスまん）」の類であり、この「カステラ饅頭」は、生地（皮）と餡が一体化するよりも、少し離れている方が美味しいとされる。
中京圏や近畿圏、岡山県、鳥取県のスーパーマーケットでも、販売されている。「はろうきてぃなごやん」や「八十亀ちゃんなごやん」と言う商品もある。
1984年（昭和59年）から1986年（昭和61年）にかけての福武書店（現：ベネッセコーポレーション）の「進研ゼミ中学講座」の読者コーナー「チャレンジランド」において、名古屋支部所属の女性が自身の担当コーナーできしめん、ういろう、納屋橋饅頭、オリエンタルカレー、うなぎパイなど、中京圏名産の食物をネタに使用していたが、とくに「なごやん」に入れあげていた。中京圏以外の居住者でも、進研ゼミ中学講座を受講していたことにより、なごやんその他名古屋名産品を知った者も多い。
2020年（令和2年）6月からは創業100周年の記念商品として「生なごやん」の販売を開始した。表面の皮は蒸してあり、中の黄身餡にクリームを混ぜることで、従来のなごやんとは異なる柔らかさを強調しているのが特徴である。企画した社員によると、「名古屋駅の観光客が増えるに伴って名古屋土産が多くなっていく中で、なごやんの存在が薄れているのではないかと危機感から提案した」とのことである。
その他の関連商品に「なごやん雅」、「さくふわさくらん」、「抹茶なごやん」、猫の肉球をかたどったシリーズ「なごにゃん」「なごにゃんクロ」がある。